# Metionina-S-ossido reduttasi
La metionina-S-ossido reduttasi è un enzima appartenente alla classe delle ossidoreduttasi, che catalizza la seguente reazione:
L-metionina + tioredossina disolfuro + H2O ⇄ L-metionina S-ossido + tioredossina
Nella reazione inversa, il ditiotreitolo può sostituire la tioredossina ridotta, ed altri metil solfossidi possono sostituire la metionina solfossido.